# Nupserha pallidipennis
Nupserha pallidipennis är en skalbaggsart som först beskrevs av Ludwig Redtenbacher 1848.  Nupserha pallidipennis ingår i släktet Nupserha och familjen långhorningar.
Artens utbredningsområde är Nepal. Inga underarter finns listade i Catalogue of Life.